# Advances in Inorganic Chemistry
Advances in Inorganic Chemistry, abgekürzt Adv. Inorg. Chem.,  ist eine Buchreihe, die vom Elsevier-Verlag veröffentlicht wird. Die erste Ausgabe erschien im Jahr 1959 unter dem Titel Advances in Inorganic Chemistry and Radiochemistry, im Jahr 1987 erfolgte eine Kürzung auf den aktuellen Titel. Derzeit erscheint sie mit einer Ausgabe im Jahr.
Der Impact Factor lag im Jahr 2014 bei 1,571. Nach der Statistik des ISI Web of Knowledge wird die Buchreihe mit diesem Impact Factor in der Kategorie anorganische  Chemie an 24. Stelle von 44 Zeitschriften geführt.